# ケン・カンバーランド
ケン・カンバーランド (Ken Cumberland) として知られる、ケネス・ブレイリー・カンバーランド（Kenneth Brailey Cumberland CBE、1913年10月1日 - 2011年4月17日）は、ニュージーランドの地理学者、地方政治家。イングランドのベッドフォード出身。

## 研究者としての経歴
ノッティンガム大学（ノッティンガム・ユニヴァーシティ・カレッジ）で地理学の学士を、ユニヴァーシティ・カレッジ・ロンドンでMScを取得したカンバーランドは、第二次世界大戦が勃発する直前にニュージーランドへ移住し、1945年にニュージーランド大学からPhDを取得した。その後は、クライストチャーチのカンタベリー・カレッジ（Canterbury College：カンタベリー大学の前身）に職を得た。戦後は、オークランド・ユニヴァーシティ・カレッジ（Auckland University College：オークランド大学の前身）に移った。両大学において、カンバーランドは自然地理学の教育体制を整備する中核的な役割を担った。1978年に大学を退職した後も、ニュージーランドの地理を取り上げたテレビ番組『Landmarks』のシリーズでナレーションを担当した。

## 政治経歴
カンバーランドは、ダヴ＝マイヤー・ロビンソンとともに、下水道連盟 (the Drainage League) の一員として、オークランド市長だったジョン・アラムの提唱するブラウンズ・ベイの開発計画 (the Brown's Bay scheme) に反対した。後には1953年オークランド市長選挙の際に、ロビンソンが組織したユナイテッド・インディペンデンツの一員として、オークランド市議会議員に選出された。その後、1956年の選挙、1959年の選挙でも再選されたが、1959年選挙は、ユナイテッド・インディペンデンツを引き継いだが短命に終わったシビック・リフォーム (Civic Reform) からの出馬であった。

## 栄誉
カンバーランドは、1973年にニュージーランド王立協会フェローに選出された。1982年の女王誕生日における叙勲において、地理学と地域社会への貢献に対して大英帝国勲章を受章した

## 死去
カンバーランドは、2011年4月17日に、97歳で死去した。子どもたちのうち二人が後に残された。

## おもな著作
- This is New Zealand; a pictorial description, 1949
- Southwest Pacific : a geography of Australia, New Zealand, and their Pacific island neighbors, 1954
  - 日本語訳：（石田寛・浅黄谷剛寛 共訳）南西太平洋：オーストラリア、ニュージーランドおよび太平洋近隣島嶼の地理、朝倉書店、1972年
- New Zealand, a regional view, 1958
- The geographer's point of view : an inaugural lecture delivered on 2 April 1946, 1946
- New Zealand topical geographies, 1965
- The moahunter, 1965
- The Maori, 1965
- Map reading in geography, 1968
- Planning a future for the land and agriculture, 1971
- Landmarks, 1981
- Milestones and landmarks : from Bradford, England, 1913, to Awhitu, Aotearoa, 2006